# Avstralska tajna obveščevalna služba
Avstralska tajna obveščevalna služba (angleško Australian Secret Intelligence Service; kratica ASIS) je avstralska obveščevalna služba, ki je odgovorna za zbiranje obveščevalnih informacij v tujini, izvajanje protiobveščevalnih aktivnostih in sodelovanje s tujimi obveščevalnimi službami. ASIS je tako sorodna britanski Secret Intelligence Service (MI6) oz. ameriški CIA.
Ustanovljena je bila 13. maja 1952 in je trenutno del Ministrstva za zunanje zadeve in trgovino. Trenutna generalna direktorica je Kerri Hartland.